# Måskejaure (Jokkmokks socken, Lappland)
Måskejaure är en sjö i Jokkmokks kommun i Lappland och ingår i Luleälvens huvudavrinningsområde. Måskejaure ligger i Kvikkjokk-Kabla fjällurskog Natura 2000-område.